# Adell (Schonwald)
Das Gebiet Adell ist ein mit Verordnung vom 3. Dezember 2004 durch die Körperschaftsforstdirektion Tübingen ausgewiesener Schonwald (Schutzgebiet-Nummer 200312) im Gemeindegebiet von Königheim im Main-Tauber-Kreis in Baden-Württemberg.

## Lage
Der Schonwald befindet sich nördlich des Königheimer Teilorts Weikerstetten. Er liegt im Gemeindewald Königheim und umfasst einen Teil des Distriktes 4 „Adell“.
Der Schonwald ist weitgehend deckungsgleich mit dem nördlichen Teil des Naturschutzgebiets Adell. Er ist Teil des FFH-Gebiets Nordwestliches Tauberland und Brehmbach.

## Vegetation
Im Schonwald kommen laut Waldbiotopkartierung die folgenden Pflanzen vor:
Weiß-Tanne, Feldahorn, Berg-Ahorn, Ähriges Christophskraut, Gemeiner Odermennig, Gemeine Akelei, Berg-Aster, Bärenschote, Fieder-Zwenke,
Wald-Zwenke, Wald-Trespe, Sichelblättriges Hasenohr, Blaugrüne Segge, Berg-Segge, Wald-Segge, Golddistel, Gemeine Hainbuche, Weißes Waldvöglein,
Gemeiner Wirbeldost, Herbstzeitlose, Maiglöckchen, Roter Hartriegel, Gemeine Hasel, Zweigriffeliger Weißdorn, Großfrüchtiger Weißdorn,
Eingriffeliger Weißdorn, Gewöhnliche Hundszunge, Gelber Frauenschuh, Wald-Knäuelgras, Echter Seidelbast, Rasen-Schmiele, Gewöhnlicher Dornfarn,
Breitblättrige Stendelwurz, Violette Stendelwurz, Zypressen-Wolfsmilch, Rotbuche, Gemeine Sichelmöhre, Wald-Erdbeere, Faulbaum, Gemeine Esche,
Wald-Labkraut, Echtes Labkraut, Färber-Ginster, Fransenenzian, Echte Nelkenwurz, Wald-Habichtskraut, Gewöhnlicher Hufeisenklee,
Große Fetthenne, Echtes Johanniskraut, Geflecktes Ferkelkraut, Dürrwurz, Echte Walnuss, Europäische Lärche, Berg-Platterbse, Frühlings-Platterbse,
Gewöhnlicher Liguster, Türkenbund, Großes Zweiblatt, Rote Heckenkirsche, Schattenblumen, Wiesen-Wachtelweizen, Einblütiges Perlgras,
Mauerlattich, Vogel-Nestwurz, Kriechende Hauhechel, Purpur-Knabenkraut, Oregano, Birngrün, Hirschwurz-Haarstrang, Gemeine Fichte,
Schwarzkiefer, Waldkiefer, Zweiblättrige Waldhyazinthe, Grünliche Waldhyazinthe, Hain-Rispengras, Gewöhnliche Kreuzblume, Vielblütige Weißwurz,
Echtes Salomonssiegel, Espe, Hohe Schlüsselblume, Echte Schlüsselblume, Großblütige Braunelle, Vogelkirsche, Schlehdorn,
Traubeneiche, Stieleiche, Purgier-Kreuzdorn, Feld-Rose, Hecken-Rose, Essig-Rose, Kratzbeere, Himbeere, Brombeere,
Wiesensalbei, Wald-Sanikel, Bunte Kronwicke, Raukenblättriges Greiskraut, Taubenkropf-Leimkraut, Gewöhnliche Goldrute, Echte Mehlbeere,
Vogelbeere, Speierling, Breitblättrige Mehlbeere, Elsbeere, Aufrechter Ziest, Straußblütige Wucherblume, Winterlinde, Sommerlinde,
Gewöhnlicher Schneeball, Zaun-Wicke, Schmalblättrige Wicke, Raues Veilchen, Wunder-Veilchen.

## Schutzzweck
Der Schutzzweck des Schonwalds ist gemäß Schutzgebietsverordnung
- die Erhaltung, Entwicklung und Verjüngung landschaftstypischer Buchen-Eichen-Kiefern-Wälder als Lebensraum vieler seltener Tier- und Pflanzenarten, insbesondere von Orchideen und zur Erhaltung von Lebensraumtypen und des Vorkommens der Lebensstätten von Arten nach der FFH-Richtlinie.

## Betreuung
Wissenschaftlich betreut wird der Schonwald durch die Forstliche Versuchs- und Forschungsanstalt Baden-Württemberg (BVA).